# Zyklonsaison im Nordindik 2018
Die Zyklonsaison im Nordindik 2018 umfasst Ereignisse im jährlichen Zyklus der Bildung tropischer Wirbelstürme. Die Zyklonsaison im Nordindik hat keine offiziellen Grenzen wie in anderen Becken üblich, sondern läuft das ganze Jahr hindurch. Die tropischen Wirbelstürme bilden sich allerdings in diesem Becken in der Regel zwischen April und Dezember, wobei die Monate vor und nach der Monsunsaison, also April/Mai und Oktober/November die aktivsten sind. Einen tropischen Wirbelsturm im Indischen Ozean bezeichnet man als Zyklon.
Das für den Indischen Ozean zwischen dem Horn von Afrika und der Malaiischen Halbinsel zuständige Regional Specialized Meteorological Centre (RSMC) ist das India Meteorological Department in Neu-Delhi. Dieses vergibt für diejenigen tropischen Wirbelstürme, die mindestens den Status eines Zyklons erreichen, einen Namen. Tiefdruckgebiete (je nach Windgeschwindigkeit depressions oder deep depressions) werden fortlaufend nummeriert, wobei die Buchstabenkombination BOB anzeigt, dass sich das System im Golf von Bengalen bildete. Die Buchstaben ARB stehen sinngemäß für das Arabische Meer. Üblicherweise bilden sich drei bis vier zyklonische Stürme pro Jahr im Indischen Ozean nördlich des Äquators.
Durch das Joint Typhoon Warning Center (JTWC) in Honolulu werden für die US-amerikanischen Einrichtungen im Indischen Ozean eigenständige Warnungen und Prognosen ausgegeben. Durch das JTWC erfolgt die Einstufung nach der Saffir-Simpson-Hurrikan-Windskala, das RSMC wendet für die Einstufung eigene Kriterien an, denen unter anderem die Messung der andauernden Windgeschwindigkeit auf Basis einer dreiminütigen Beobachtung zugrunde liegt.

## Systeme

### Depression ARB 01
Am 10. März entstand im Indischen Ozean unweit der Äquators ein Tiefdruckgebiet. Es erschien am 13. März besser definiert und organisierte sich im äußersten Südosten des Arabischen Meeres zu einer Depression. Die Depression zog nord-nordwestwärts und schwächte sich früh am 15. März über Lakshadweep in ein ausgeprägtes Tiefdruckgebiet ab.
In der Küstenstadt Tuticorin an der Südspitze von Tamil Nadu wurden am 13. März 200 mm Niederschlag gemessen; dieser Wert ist der höchste dort bisher aufgezeichnete Tageswert. Auf der Insel Minicoy wurden 177 mm Niederschlag registriert. Ein ungewöhnliches Merkmal der Depression war, dass sie sich sehr nahe zum Äquator gebildet hat, bei nur 1,7° nördlicher Breite. Zwar erwärmen sich die Gewässer in Äquatornähe wegen der intensiveren Sonneneinstrahlung schneller, doch ist der benötigte Effekt durch die Corioliskraft dort geringer. Außerdem war es erst das zweite Mal seit Beginn der Beobachtungen im Jahr 1891, dass in den Monaten vor der Monsunsaison ein tropisches System sich sowohl im Arabischen Meer gebildet als auch aufgelöst hat.

### Cyclonic Storm Sagar
Am 16. Mai zog ein Tiefdruckgebiet in den Golf von Aden und vertiefte sich zu einer Depression, worauf es die Bezeichnung ARB 02 erhielt. Âm nächsten Tag intensivierte sich das System in einen zyklonischen Sturm und erhielt der Namen Sagar. Das System verstärkte sich am 18. Mai in einen kleinen, kompakten Zyklon und bildete ein Auge. Unter dem Einfluss eines Hochdruckgebietes über dem Arabischen Meer zog der Zyklon in südwestlicher Richtung und machte am 19. Mai zwischen 13:30 und 14:30 Uhr IST Landfall in Somalia, etwa 110 km west-nordwestlich von Berbera.

### Extremely Severe Cyclonic Storm Mekunu
Eine Zone mit aktiver Konvektion entwickelte sich am 18. Mai nordwestlich der Malediven. Im Laufe der beiden folgenden Tagen organisierte das System sich besse. Am 20. Mai meldete das IMD, das sich ein tropisches Tiefdruckgebiet gebildet hat und vergab die Bezeichnung ARB 03. Das System driftete langsam nordwestwärts in eine für die tropische Zyklogenese günstige Umgebung, und es entwickelte eine gute Ausströmung. Das JTWC gab am 21. Mai einen TCFA aus, nachdem konvektive Bänder das bodennahe Zirkulationszentrum (LLCC) einwickelten. Etwa zur selben Zeit ab das IMD bekannt, dass sich das System in eine Depression intensiviert hat. Im Verlauf der folgenden 24 Stunden setzte die Depression ihre Drift nordwestwärts über warmes Gewässer fort und traf auf geringe vertikale Windscherung. Infolgedessen intensivierte sich das System weiter, und das JTWC begann damit, das System als tropischen Sturm zu führen. Dementsprechend stufte das IMD das System dann als Deep Depression ein und im Tagesverlauf als Cyclonic Storm Mekunu. Multispektral-Satellitenaufnahmen zeigten, dass Mekunu am 23. Mai ein Auge ausgebildet hat, als das IMD den Sturm zum severe cyclonic storm hochstufte. Der Zyklon profitierte von den günstigen Umgebungsbedingungen und wurde symmetrischer, sodass er sich sechs Stunden später in einen very severe cyclonic storm intensiviert hatte. Unter dem Einfluss eines subtropischen Hochdruckrückens zog der Sturm weiter in nordwestlicher Richtung. Am 25. Mai erreichte Mekunu seinen Höhepunkt als extremely severe cyclonic storm; das JTWC schätzte die größten einminütigen Windgeschwindigkeiten auf 185 km/h, äquivalent zu einem Sturm in der Kategorie 3 der Saffir-Simpson-Hurrikan-Windskala.
Durch Mekunu kam es auf Sokotra verbreitet zu Starkregen, Überflutungen und heruntergerissenen Stromleitungen. Nach anfänglichen Berichten wurden mindestens 40 Personen vermisst, nachdem zwei Schiffe gekentert waren. Mekunu überquerte die omanische Küste unweit der Stadt Salala in Spitzenstärke. Vor dem Landfall meldete der Flughafen Salala Windböen von 108 km/h, und in Teilen von Salala fielen 194 mm Niederschlag. Bis zum 31. Mai wurden in Oman und Jemen aufgrund von Mekunu mindestens 30 Tote verzeichnet, davon 20 Tote auf Sokotra und vier im Jemen sowie sechs im Oman. Der versicherte Sachschaden im Oman wurde mit 73,9 Millionen
OMR (etwa 190 Millionen USD) angegeben.

### Deep Depression BOB 01
Im nordöstlichen Golf von Bengalen bildete sich am 28. Mai ein Tiefdruckgebiet, das sich aufgrund günstiger Bedingungen am 29. Mai in ein tropisches Tiefdruckgebiet entwickelte und vom IMD die Bezeichnung BOB 01 erhielt. Das System intensivierte sich im Tagesverlauf in eine Deep Depression und traf bei Kyaukpyu auf die Küste von Myanmar und Bangladesch. Vereinzelt kam es zu örtlichen Überflutungen.
Myanmars Amt für Meteorologie und Hydrologie gab vor dem Eintreffen des Systems eine Notfallwarnung heraus. Starker Wind, begleitet von Starkregen, zerstörte 500 Häuser in Shwe Pyi Tha in der Region Yangon. Bäume wurden umgerissen, Häuser wurden abgedeckt und die Stromversorgung wurde  unterbrochen. Notunterkünfte wurden eingerichtet, um obdachlos gewordene Menschen unterzubringen. Starkregen und Starkwind führten auch zu Schäden an Bäumen in Hmawbi, Dagon Myothit Nord und anderswo. Die Schifffahrt zwischen Angumaw und Sittway wurde von den Behörden für drei Tage unterbrochen.

### Depression BOB 02
Am 9. Juni bildete sich im Golf von Bengalen ein Tiefdruckgebiet, das sich dank günstiger Bedingungen am 10. Juni zu einer tropischen Depression entwickelte und deswegen als BOB 02 klassifiziert wurde. Spät an diesem Tag kreuzte das System die Küste Bangladeschs im Distrikt Feni, bevor es sich in ein gut-ausgeprägtes Tiefdruckgebiet abschwächte.
Das System brachte Starkregen in die Bundesstaaten Odisha und Westbengalen, und in Teilen von Bangladesch fiel durch das Vorschreiten des Monsuns extrem viel Regen. Gewittriges Wetter wirkte sich auf die Häfen in den nördlichen und angrenzenden Küstengewässern im Südosten von Bangladeschs aus. Die Seehäfen Chattogram, Mongla und Payra hissten das Sturmsignal No. 3. In Patenga fielen innerhalb von zwei Tagen 150 mm Regen.

### Depression BOB 03
Am 20. Juli bildete sich im nordwestlichen Golf von Bengalen unweit der Küste von Odisha und Westbengalen ein Tiefdruckgebiet. Dieses organisierte sich am 21. Juli in eine tropische Depression, die noch am selben Tag zwischen Chandabali und Baleswar über Land gelangte. Das System löste starke Monsunregenfälle aus, die in Teilen von Odisha zu lokalen Überflutungen führten. In vielen Bereichen um Bhubaneswar und Cuttack kam es zur Bildung von Stauwasser, da beide Städte mehr als 200 mm Niederschlag verzeichneten. In Burla in Odisha fielen binnen 24 Stunden 627 mm Niederschlag, und in Sambalpur in Odisha fielen am 22. Juli 567 mm Regen binnen 24 Stunden, was einen absoluten Rekordwert für die Stadt im Juli darstellt. Das System behielt seine Intensität bei, bis es sich 400 km ins Landesinnere vorgedrungen war, bevor es sich am 23. Juli im Südosten von Uttar Pradesh in ein gut ausgeprägtes Tiefdruckgebiet abschwächte. Das System löste auch über Westbengalen Regenfälle aus. In Halisahar fielen 106 mm Regen innerhalb von drei Tagen.
Das System setzte seinen Weg westnordwestwärts fort und erreichte sm 26. Juli den Westen von Uttar Pradesh sowie die Hauptstadt Neu-Delhi mit verbreiteten Regenfällen. Meerut in Uttar Pradesh erhielt am 27. Juli 226 mm Niederschlag, und in Neu-Delhi wurden zwischen dem 26. und dem 31. Juli 83 mm Niederschlag gemessen. Mindestens 69 Personen kamen infolge des starken Regens und seiner Auswirkungen in Uttar Pradesh ums Leben. Der Stand des Yamuna erreichte in Delhi am 29. Juli 205,5 Meters über dem Meeresspiegel, 70 cm über dem Gefährdungsstand, sodass 1500 Pesonen evakuiert wurden.

### Very Severe Cyclonic Storm Luban
Am 6. Oktober bildete sich im Arabischen Meer eine tropische Depression, die vom IMD als ARB 04 gekennzeichnet wurde. Am nächsten Tag intensivierte sich ARB 04 in eine Deep Depression, die langsam westwärts zog. Früh am 8. Oktober intensivierte sich das System zum zyklonischen Sturm und erhielt den Namen Luban. Der Sturm schlug nun eine nordwestliche Zugrichtung ein.
Am 14. Oktober traf Luban auf die Küste des Jemen. Das Land befand sich in der Mitte des Jemenitischen Bürgerkrieges und einer Cholera-Epidemie. 2203 Familien mussten ihre Wohnungen verlassen. Insgesamt wurden durch die Auswirkungen des Sturmes im Jemen mindestens 14 Personen getötet und 124 weitere verletzt. Der Sachschaden im Jemen wurde mit einer Milliarde US-Dollar angenommen.

### Very Severe Cyclonic Storm Titli
Am 6. Oktober bildete sich in der Andamanensee ein Tiefdruckgebiet, das sich zwei Tage später im östlichen Golf von Bengalen in eine Depression organisierte, der das IMD die Bezeichnung BOB 08 zuwies. Im Tagesverlauf intensivierte sich die Depression in eine Deep Depression. Dann intensivierte sich der Sturm rapide und wurde am 9. Oktober zu einem Very Severe Cyclonic Storm, äquivalent zur Kategorie 2 der Saffir-Simpson-Hurrikan-Windskala (SSHWS). Spät am 10. Oktober gelangte Titli mit Spitzenintensität in Palasa im Distrikt Srikakulam in Andhra Pradesh über Land.
Die Auswirkungen von Titli töteten mindestens 77 Personen in Odisha – einige weitere blieben vermisst – und weitere acht Personen kamen in Andhra Pradesh um. Der Sturm schwächte sich zur Depression ab, bevor er Westbengalen erreichte, richtete einiges Chaos in Teilen von Südbengalen an, wohin er Starkregen und Windböen brachte. Der durch die Überschwemmungen in Andhra Pradesh verursachte Schaden summierte sich auf 36,731 Milliarden ₹ (507 Millionen US-Dollar), und 30 Milliarden ₹ (413 Millionen US-Dollar) in Odisha.

### Severe Cyclonic Storm Gaja
Am 5. November bildete sich über dem Golf von Thailand ein Tiefdruckgebiet, das am 8. November des Süden Thailands und die Malaiische Halbinsel überquerte und am nächsten Tag in die Andamanensee gelangte. Dort organisierte sich das System weiter und intensivierte sich am 10. November im Golf von Bengalen zu einer Depression und erhielt vom IMD die Kennzeichnung BOB 09. Wenig später gab auch das Joint Typhoon Warning Center einen Tropical Cyclone Formation Alert aus. Um 00:00 Uhr UTC am 11. November intensivierte sich das System in einen zyklonischen Sturm und erhielt den Namen Gaja. Nachdem Gaja über einige Tage hinweg in westsüdwestlicher Richtung zog, traf es im Süden Indiens auf die Küste. Der Sturm überstand die Passage über Land ins Arabische Meer, löste sich dort einige Tage später wegen ungünstiger Bedingungen auf.
Durch die Auswirkungen des Zyklons kamen 63 Personen um. Der Sachschaden wurde auf 54 Milliarden ₹ (775 Millionen US-Dollar) geschätzt.

## Sturmnamen
Tropische Wirbelstürme im Indischen Ozean werden durch das RSMC des India Meteorological Department benannt. Die Namen werden jeweils nur einmal verwendet, es werden also keine Namen verheerender Stürme nach Ende der Saison von der Liste der Namen tropischer Wirbelstürme gestrichen. Stürme, die aus dem westlichen Pazifischen Ozean herüberziehen und dabei ihre Zirkulation behalten, werden weiterhin unter dem dort vergebenen Namen geführt. Das RSMC vergibt einen Namen, wenn ein System zumindest als Cyclonic Storm eingestuft wird. Die folgenden Namen wurden für benannte Stürme benutzt:
Sagar, Mekunu, Daye, Luban, Titli, Gaja, Phethai

## Belege
1. ↑  Annual Frequency of Cyclonic Disturbances (Maximum Wind Speed of 17 Knots or More), Cyclones (34 Knots or More) and Severe Cyclones (48 Knots or More) Over the Bay of Bengal (BOB), Arabian Sea (AS) and Land Surface of India. (PDF) India Meteorological Department, abgerufen am 30. Oktober 2015 (englisch).
2. ↑  RSMC — Tropical Cyclones New Delhi: Report on Cyclonic Disturbances over North Indian Ocean during 2009. India Meteorological Department, 2010, S. 2–3, archiviert vom Original; abgerufen am 24. Mai 2011 (englisch).
3. ↑  Rain to be double-edged sword for southern India into this weekend (Memento des Originals vom 14. März 2018 im Internet Archive)  Info: Der Archivlink wurde automatisch eingesetzt und noch nicht geprüft. Bitte prüfe Original- und Archivlink gemäß Anleitung und entferne dann diesen Hinweis. accuweather.com
4. ↑  System in Arabian Sea weakens into Low Pressure Area, to decay soon skymetweather.com
5. ↑  BULLETIN NO. : 06(BOB01/2018) rsmcnewdelhi.imd.gov.in (PDF)
6. ↑  Abhishek Waghmare:  Why the second depression in Arabian Sea in 125 years may be a damp squib, Business Standard, 14. März 2018. Abgerufen am 28. Mai 2018 (englisch).
7. ↑  Government of India. India Meteorological Department.: India Meteorological Department Press Release 1: Sub: Cyclonic Storm “Sagar” over Gulf of Aden (Time of issue: 1220 hours IST). OCHA Reliefweb, 17. Mai 2018, abgerufen am 26. Mai 2018 (englisch).
8. ↑  Government of India. India Meteorological Department.: Tropical Storm "Sagar‟ Advisory No. Four Issued at 1400 UTC of 17th May 2018 based on 1200 UTC of 17th May 2018. OCHA Reliefweb, 17. Mai 2018, abgerufen am 26. Mai 2018 (englisch).
9. ↑   Tropical storm Sagar develops ‘eye’ as it heads for Somalia (Seite nicht mehr abrufbar. Suche in Webarchiven), Africa Times, 18. Mai 2018. Abgerufen am 29. Mai 2018 (englisch).
10. ↑  Bulletin No.: 22 (ARB02/2018). Government of India. India Meteorological Department., 19. Mai 2018, abgerufen am 29. Mai 2018 (englisch).
11. ↑  Significant Tropical Weather Advisory for the Indian Ocean: 18 May 2018, 1800Z. National Oceanic and Atmospheric Administration, archiviert vom Original; abgerufen am 27. Mai 2018 (englisch).
12. ↑  Informatory Message: 01 (ARB 03/2018). India Meteorological Department, archiviert vom Original; abgerufen am 27. Mai 2018 (englisch).
13. ↑  Significant Tropical Weather Advisory For The Indian Ocean Reissued: 21 May 2018, 0400Z. National Oceanic and Atmospheric Administration, archiviert vom Original; abgerufen am 25. Mai 2018 (englisch).
14. ↑  Tropical Cyclone Formation Alert. Joint Typhoon Warning Center, archiviert vom Original am 22. Mai 2024; abgerufen am 25. Mai 2018 (englisch).  Info: Der Archivlink wurde automatisch eingesetzt und noch nicht geprüft. Bitte prüfe Original- und Archivlink gemäß Anleitung und entferne dann diesen Hinweis.
15. ↑  Bulletin No. : 01 (ARB 03/2018). India Meteorological Department, archiviert vom Original; abgerufen am 25. Mai 2018 (englisch).
16. ↑  Tropical Cyclone 02A (Two) Warning Nr 001. Joint Typhoon Warning Center, archiviert vom Original; abgerufen am 25. Mai 2018 (englisch).
17. ↑  Deep Depression ARB 03: Bulletin 04. India Meteorological Department, archiviert vom Original; abgerufen am 25. Mai 2018 (englisch).
18. ↑  Cyclonic Storm Mekunu: Bulletin 07. India Meteorological Department, archiviert vom Original; abgerufen am 25. Mai 2018 (englisch).
19. ↑  Tropical Cyclone 02A (Mekunu) Warning Nr 006. Joint Typhoon Warning Center, archiviert vom Original; abgerufen am 25. Mai 2018 (englisch).
20. ↑  Severe Cyclonic Storm Mekunu: Bulletin 12. India Meteorological Department, archiviert vom Original; abgerufen am 25. Mai 2018 (englisch).
21. ↑  Tropical Cyclone 02A (Mekunu) Warning Nr 007. Joint Typhoon Warning Center, archiviert vom Original am 22. Mai 2024; abgerufen am 25. Mai 2018 (englisch).  Info: Der Archivlink wurde automatisch eingesetzt und noch nicht geprüft. Bitte prüfe Original- und Archivlink gemäß Anleitung und entferne dann diesen Hinweis.
22. ↑  Very Severe Cyclonic Storm Mekunu: Bulletin 14. India Meteorological Department, archiviert vom Original; abgerufen am 25. Mai 2018 (englisch).
23. ↑  Tropical Cyclone 02A (Mekunu) Warning Nr 014. Joint Typhoon Warning Center, archiviert vom Original am 22. Mai 2024; abgerufen am 25. Mai 2018 (englisch).  Info: Der Archivlink wurde automatisch eingesetzt und noch nicht geprüft. Bitte prüfe Original- und Archivlink gemäß Anleitung und entferne dann diesen Hinweis.
24. ↑  In case you missed it: Deadly Cyclone Mekunu slams Socotra; Sinkhole opens on White House lawn. AccuWeather, archiviert vom Original am 26. Mai 2018; abgerufen am 25. Mai 2018 (englisch).  Info: Der Archivlink wurde automatisch eingesetzt und noch nicht geprüft. Bitte prüfe Original- und Archivlink gemäß Anleitung und entferne dann diesen Hinweis.
25. ↑  Tropical Cyclone Mekunu Making Historic Category 3 Landfall Near Salalah, Oman With Life-Threatening Flooding, Destructive Winds, Storm Surge. The Weather Channel, abgerufen am 25. Mai 2018 (englisch).
26. ↑  Yemen: Cyclone Mekunu – Information bulletin No.2. In: ReliefWeb. International Federation of Red Cross And Red Crescent Societies, abgerufen am 1. Juni 2018 (englisch).
27. ↑  Jon Gambrell: Cyclone death toll in Oman, Yemen rises to at least 13. In: WHEC News. The Associated Press, archiviert vom Original am 28. Mai 2018; abgerufen am 28. Mai 2018 (englisch).
28. ↑   Cyclone Mekunu: Insurance claims reach up to OMR75 million In: Times of Oman, 25. Juni 2018. Abgerufen am 7. September 2018 (englisch).
29. ↑  Currency Converter. Bank Muscat, archiviert vom Original am 5. Juli 2018; abgerufen am 5. Juli 2018 (englisch).
30. ↑   Red alert cyclone warning issued for Rakhine state, Myanmar (Memento des Originals vom 30. Mai 2018 im Internet Archive), Xinhua, 30. Mai 2018. Abgerufen am 9. September 2018 (englisch).
31. ↑  Myint Kay Thi:  Forecasters warn of flash floods, landslides, storm surges (Memento des Originals vom 12. Juni 2018 im Internet Archive), Myanmar Times, 30. Mai 2018. Abgerufen am 9. September 2018 (englisch).
32. ↑  Cattogram city sees severe waterlogging with rains. United News of Bangladesh, 11. Juni 2018, archiviert vom Original am 26. Februar 2019; abgerufen am 10. September 2018 (englisch).  Info: Der Archivlink wurde automatisch eingesetzt und noch nicht geprüft. Bitte prüfe Original- und Archivlink gemäß Anleitung und entferne dann diesen Hinweis.
33. ↑  Arun Nair: 58 Killed As Rain Wreaks Havoc In Uttar Pradesh. NDTV, 28. Juli 2018, abgerufen am 15. Dezember 2018 (englisch).
34. ↑  UP: Sixty nine killed in rain-related incidents in four days. Times of India (englisch).
35. ↑   Over 1000 families evacuated as Yamuna continues flowing above danger mark, The Hindu, 28. Juli 2018. Abgerufen am 15. Dezember 2018 (englisch).
36. ↑  Global Emergency Overview Weekly Picks, 16 October 2018. In: Assessment Capacities Project. ReliefWeb, 16. Oktober 2018, abgerufen am 16. Dezember 2018 (englisch).
37. ↑  Yemen: Cyclone Luban Flash Update #3 (21 October 2018). In: United Nations Office for the Coordination of Humanitarian Affairs. ReliefWeb, 21. Oktober 2018, abgerufen am 16. Dezember 2018 (englisch).
38. ↑   Yemen says 14 killed in Cyclone Luban In: Associated Press, Associated Press, 28. Oktober 2018. Abgerufen am 16. Dezember 2018 (englisch).
39. ↑   Govt. Report: Luban Storm cost US$ one billion, Debriefer, 2. November 2018. Abgerufen am 16. Dezember 2018 (englisch).
40. ↑   Titli toll 77; missing cases under lens, Orissa Post, 24. Oktober 2018. Abgerufen am 16. Dezember 2018 (englisch).
41. ↑  Stela Dey:  Cyclone Titli Live Highlights: 8 Dead In Andhra Pradesh, Bus Services Suspended, NDTV, 11. Oktober 2018. Abgerufen am 16. Dezember 2018 (englisch).
42. ↑  Vikash Sharma: Cyclone Titli death toll rises to 62 in Odisha. Odisha TV, 21. Oktober 2018, abgerufen am 16. Dezember 2018 (englisch).
43. ↑   Chandrababu Naidu urges fast release of aid to rehabilitate Titli victims, ANI, 26. Oktober 2018. Abgerufen am 16. Dezember 2018 (englisch).
44. ↑  V Kamalakara Rao:  Support dries up for Srikakulam, Odisha after charity blitz in Kerala, Times of India, 24. Oktober 2018. Abgerufen am 16. Dezember 2018 (englisch).
45. ↑  Dharani Thangavelu:  Tamil Nadu seeks Rs 15,000 crore from Centre to rebuild after cyclone Gaja, Livemint, 22. November 2018. Abgerufen am 16. Dezember 2018 (englisch).
46. ↑  Global Catastrophe Recap November 2018. (PDF, 745 kB) 6. Dezember 2018, archiviert vom Original am 9. Dezember 2018; abgerufen am 16. Dezember 2018 (englisch).